# William Huggins
 Der er flere personer med dette navn, se William Huggins (flertydig). (Se også artikler, som begynder med William Huggins)
William Huggins (født 7. februar 1824 i London, død 12. maj 1910 sammesteds) var en engelsk astronom.
Huggins byggede sig 1856 et privatobservatorium (Upper Tulse Hill). Her observerede han i begyndelsen dobbeltstjerner og planeter; fra 1862 har han så godt som udelukkende beskæftiget sig med astrofysik og på det område været banebryder. Til dels sammen med William Allen Miller (1862—64), senere udelukkende sammen med sin hustru, har Huggins anstillet fundamentale spektralundersøgelser af solen, planeter, kometer, stjernetåger (han var den første, som påviste forskellen mellem stjernetåger og stjernehobe), nye stjerner etc. og offentliggjort sine resultater dels i fagskrifter, dels i Royal Society, hvis medlem han var siden 1865 og dets præsident 1900—05; det gav ham sin Royal Medal (1866), Rumfordmedaljen (1880) og Copleymedaljen (1898). I 1867 og 1885 har Royal Astronomical Society, hvis præsident han var 1876—78, givet Huggins sin guldmedalje for hans astrofysikalske arbejder, og det franske Akademi blandt andet Janssenprisen (1888). I 1901 fik han Henry Draper-medaljen og 1904 Brucemedaljen. Han blev medlem af Videnskabernes Selskab 1873, af Fysiografiska sällskapet i Lund, af Vetenskapssocieteten i Uppsala 1875 och af Vetenskapsakademien 1883. 
Sammen med sin hustru Margaret Lindsay Huggins har han udgivet: Publications of Sir Williams Huggins Observatory. I: Atlas of representative stellar spectra together with a discussion of the evolutional ordre of the stars and the interpretation of their Spectra, II: The scientific papers of William Huggins (1899, 1909). Af hans øvrige publikationer må nævnes: The Royal Society of science in the state and in the schools (1906). Huggins var medarbejder i The Astrophysical Journal siden dets begyndelse 1895.